# 愛洲氏
愛洲氏（あいすし）は、主に中世に活躍した日本の豪族である。陰流の創始者として知られる剣豪・愛洲久忠（移香斎）が出たことで知られる。古記録では愛曽との表記もみられる。

## 出自
清和源氏の武田氏の孫とされるが、その詳細な系譜は明らかでない。続群書類従では一条忠頼が愛洲氏祖とある。本貫地については伊勢国、紀伊国の両説がある。
弘安の役で水軍を率いたとされることから分かるように、海運に関係を持つ氏族で、後の愛洲移香斎も水軍に加わって各地を旅していたと考えられている（『武芸流派大事典』）。

## 伊勢愛洲氏
伊勢愛洲氏は、三重県南伊勢町の五ヶ所浦にあった五ケ所城を本拠地として水軍を率いていた豪族で北畠氏の影響下にあった。室町幕府の遣明貿易に、醍醐寺座主満済との脈絡に依って「伊勢法楽舎二号船・九号船」の宝徳度（1451年）発遣以来携わっていた。愛洲久忠が北京に赴いたのは第二期・六次遣明貿易で、文明15年12月に「堺」を出港している。日向国（宮崎県）に寄港し、年を越して「寧波」を経て、北京には明の成化20年11月に到着、日本の文明18年7月4日には帰国している。
愛洲伊予守忠行は、山田三方の内部抗争で一時敗退した「蔵方牢人」の山田還住を巡って、一合戦起こる直前で仲裁の労を執っている。
伊勢神宮一禰宜氏経卿は『文明十一年十二月二七日の内宮引付』で忠行に「進上御奉行職」と謝意を表している。この書状により、伊勢愛洲氏は伊勢大神宮祭主家に代わり、国司北畠氏が食指を動かしている「神三郡」の検断権の掌握と遷宮奉行の任に当ったと思われる。

## 熊野愛洲氏・五ヶ所氏
五ヶ所城址には観光施設「愛洲の里」と資料館がある。五ヶ所城は愛洲氏が拠ったとされており、中世古祥道は、この系統が伊勢愛洲氏に対して本家に当たる仮説を立て検討しているが、結論は得られていない。
一方『南勢町誌』などによると、五ケ所城に拠った五ケ所氏は愛洲氏一族と推定されるが、詳細は不明とされる。

## 備考
- 愛洲氏は北畠氏滅亡後、常陸国の佐竹氏に仕え、「平沢」と改姓し、関ヶ原の戦い後、佐竹氏が出羽国移封にともない移住したため、陰流本家も出羽国に移った[5]。